# Gustaw Knoche
Gustaw Knoche, ps. Szary, Juńczyk (ur. 25 grudnia 1896 w Wilnie, zm. wiosną 1940 w Charkowie) – polski działacz niepodległościowy, porucznik piechoty rezerwy Wojska Polskiego.

## Życiorys
Urodził się 25 grudnia 1896 w Wilnie, w rodzinie Artura i Heleny z Jacewiczów (Jucewiczów). W 1916 ukończył gimnazjum w Wilnie. W czasie I wojny światowej działał w szeregach Polskiej Organizacji Wojskowej. „Za pracę w dziele odzyskania niepodległości” został 17 września 1932 odznaczony Krzyżem Niepodległości
W 1918 wstąpił do Wojska Polskiego. Od 13 czerwca do 27 września 1919 był uczniem 14. klasy Szkoły Podchorążych w Warszawie. 17 października 1919 został mianowany z dniem 1 listopada 1919 podporucznikiem i przydzielony do I lotniczego batalionu uzupełnień. Na początku 1922 został zdemobilizowany i przydzielony w rezerwie do 66 pułku piecchoty. 8 stycznia 1924 został zatwierdzony w stopniu porucznika ze starszeństwem z 1 czerwca 1919 i 4352. lokatą w korpusie oficerów rezerwy piechoty. W 1934, jako oficer rezerwy pozostawał w ewidencji Powiatowej Komendy Uzupełnień Postawy i posiadał przydział do 5 pułku piechoty Legionów w Wilnie.
Po zwolnieniu z wojska pracował jako fotograf i handlowiec. Był także zatrudniony w wojsku jako pracownik cywilny. Mieszkał w Wilnie przy ul. Sosnowej 2, a później w Postawach przy ul. Zarzecznej 4. Był członkiem Związku Legionistów Polskich w Wilnie.
W nieznanych okolicznościach dostał się do sowieckiej niewoli i został osadzony w Starobielsku. Wiosną 1940 został zamordowany przez funkcjonariuszy NKWD w Charkowie i pogrzebany w Piatichatkach. Od 17 czerwca 2000 spoczywa na Cmentarzu Ofiar Totalitaryzmu w Charkowie.
5 października 2007 minister obrony narodowej Aleksander Szczygło mianował go pośmiertnie na stopień kapitana. Awans został ogłoszony 9 listopada 2007, w Warszawie, w trakcie uroczystości „Katyń Pamiętamy – Uczcijmy Pamięć Bohaterów”.